# طلال يوسف

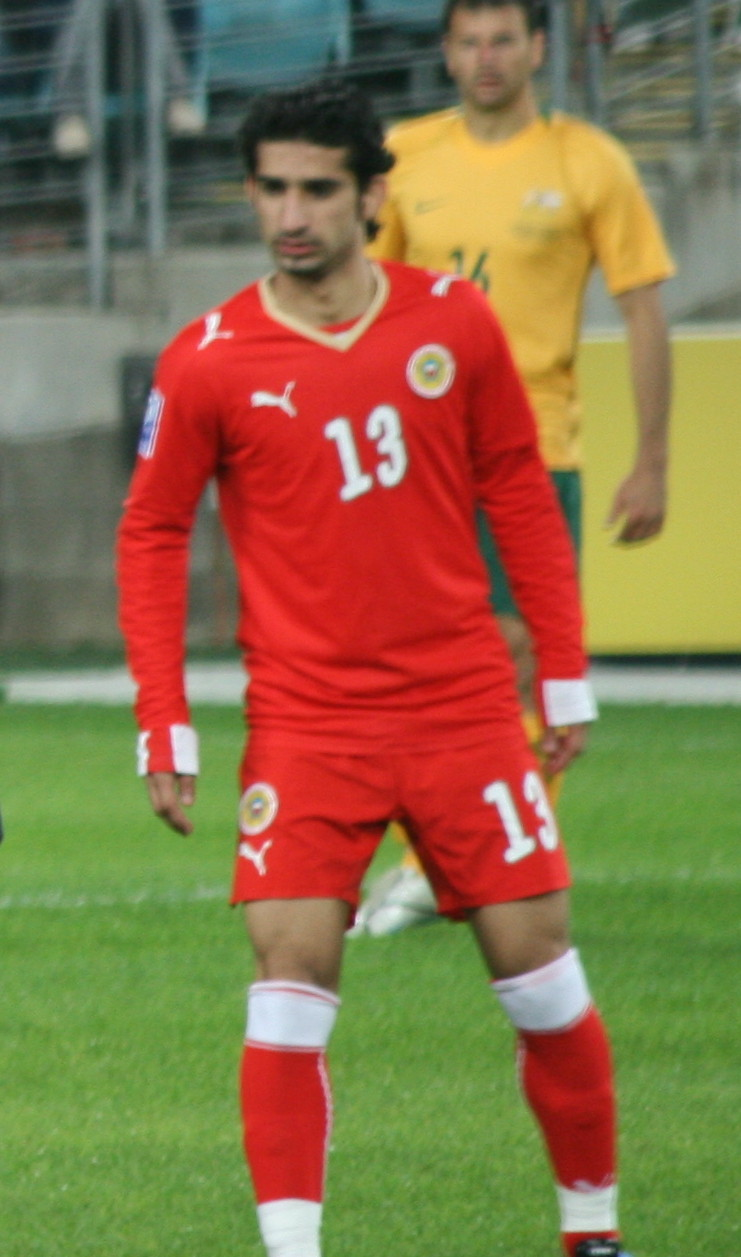

طلال يوسف محمد أحمد، من مواليد 24 فبراير 1975 ، لاعب كرة قدم بحريني سابق، كان صاحب أهداف حاسمة للمنتخب البحريني في تصفيات كأس العالم لكرة القدم وكذلك التصفيات الآسيوية لكأس الأمم الآسيوية لكرة القدم 2004 حين سجل هدف التعادل في آخر دقيقة بتسديدة على المنتخب السوري لتتأهل بعدها البحرين إلى كأس آسيا وتحرز هناك المركز الرابع، وسجل هدفين في تلك البطولة.
بدأ طلال يوسف مسيرته الكروية مع نادي مدينة عيسى، وبعدها انتقل إلى نادي الرفاع الغربي، وفي سنة 2005 انتقل إلى نادي الكويت الكويتي، ولعب معهم حتى سنة 2007، وبعدها انتقل إلى نادي القادسية الكويتي.

## انتقاله إلى نادي القادسية
و في يوم 7 يونيو 2007 أعلن طلال يوسف بأنه سيلعب مع نادي القادسية الكويتي أبتداء من موسم 2007/2008، وقيمة العقد هي 300 ألف دولار أمريكي لمدة موسم واحد.

## مسيرته الدولية
و كان قد بدأ مسيرته الدولية في عام 1998 مع منتخب البحرين لكرة القدم، واعتزل بعد خروج منتخب البحرين لكرة القدم من كأس آسيا 2007 ، لكنه قرر العودة مجدداً للمنتخب البحريني في كأس الخليج التي استضافتها مسقط في يناير عام 2009.

### كأس الخليج

#### كأس الخليج 1998
و لقد سجل هدف في مرمى منتخب عمان لكرة القدم.

#### كأس الخليج 2003
و قد سجل هدف في مرمى منتخب اليمن لكرة القدم، وقد سجل هدفين في مرمى منتخب الإمارات لكرة القدم، وقد سجل هدفين في مرمى منتخب الكويت لكرة القدم، وقد توج هدافا لتلك البطولة برصيد 5 أهداف.

#### كأس الخليج 2004
و قد سجل هدف في مرمى منتخب اليمن لكرة القدم، وقد سجل هدف في مرمى منتخب السعودية لكرة القدم.

#### كأس الخليج 2007
و قد سجل هدف في مرمى منتخب السعودية لكرة القدم.

### كأس آسيا 2004
و قد سجل هدف في مرمى منتخب أندونيسيا لكرة القدم، وقد سجل هدف في مرمى منتخب إيران لكرة القدم.

## إنجازاته
مع القادسية كأس الاتحاد الكويتي (مرة واحدة) : 2007/2008
شارك أيضاً في كأس آسيا 2007.

## روابط خارجية
- طلال يوسف على موقع الاتحاد الدولي (مؤرشف)  (الإنجليزية)
- طلال يوسف على موقع قاعدة بيانات كرة القدم.إي يو (الإنجليزية)
- طلال يوسف على موقع ناشيونال فوتبول تيمز (الإنجليزية)
- طلال يوسف على موقع Soccerway.com (الإنجليزية)